# スマウラフゲンゾウ
スマウラフゲンゾウ（須磨浦普賢象）は、サクラの栽培品種である。花期はソメイヨシノより遅く、結城市で4月の下旬頃。

## 特徴

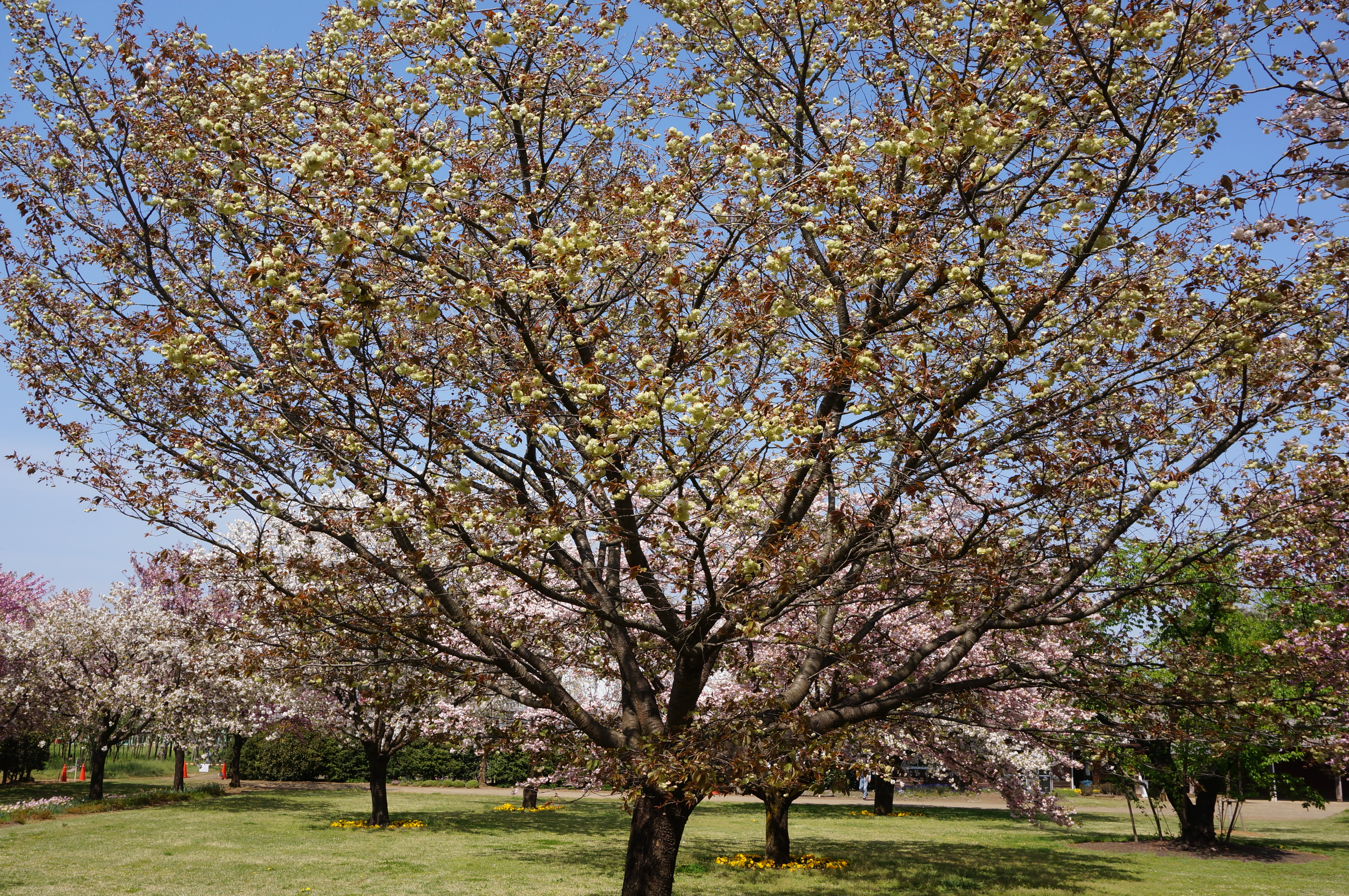
日本花の会 結城農場 桜見本園にて

樹高は高木で樹形は傘状。1990年に神戸市の須磨浦公園でフゲンゾウ（普賢象）の枝変わりとして発見された。花の色は黄色で、ウコン（鬱金）よりも黄色みが強く、ウコンやギョイコウ（御衣黄）と同様咲き終わりには中心部から赤くなる。ただし花弁数はそれらより遥かに多く、25以上または50程度。花径は4.5センチメートル。ほかにも、萼片には常に鋸歯が顕著であること、雌しべが通常2本だけで葉に変化していることなど、ウコンやギョイコウとの差異は随所に見られる。
フゲンゾウの枝変わりの中には、スマウラフゲンゾウのほかにも黄色の花を咲かせる「ソノサトキザクラ」があり、更にその枝変わりである「ソノサトリョクリュウ」は緑色の花である。